# Samerådet

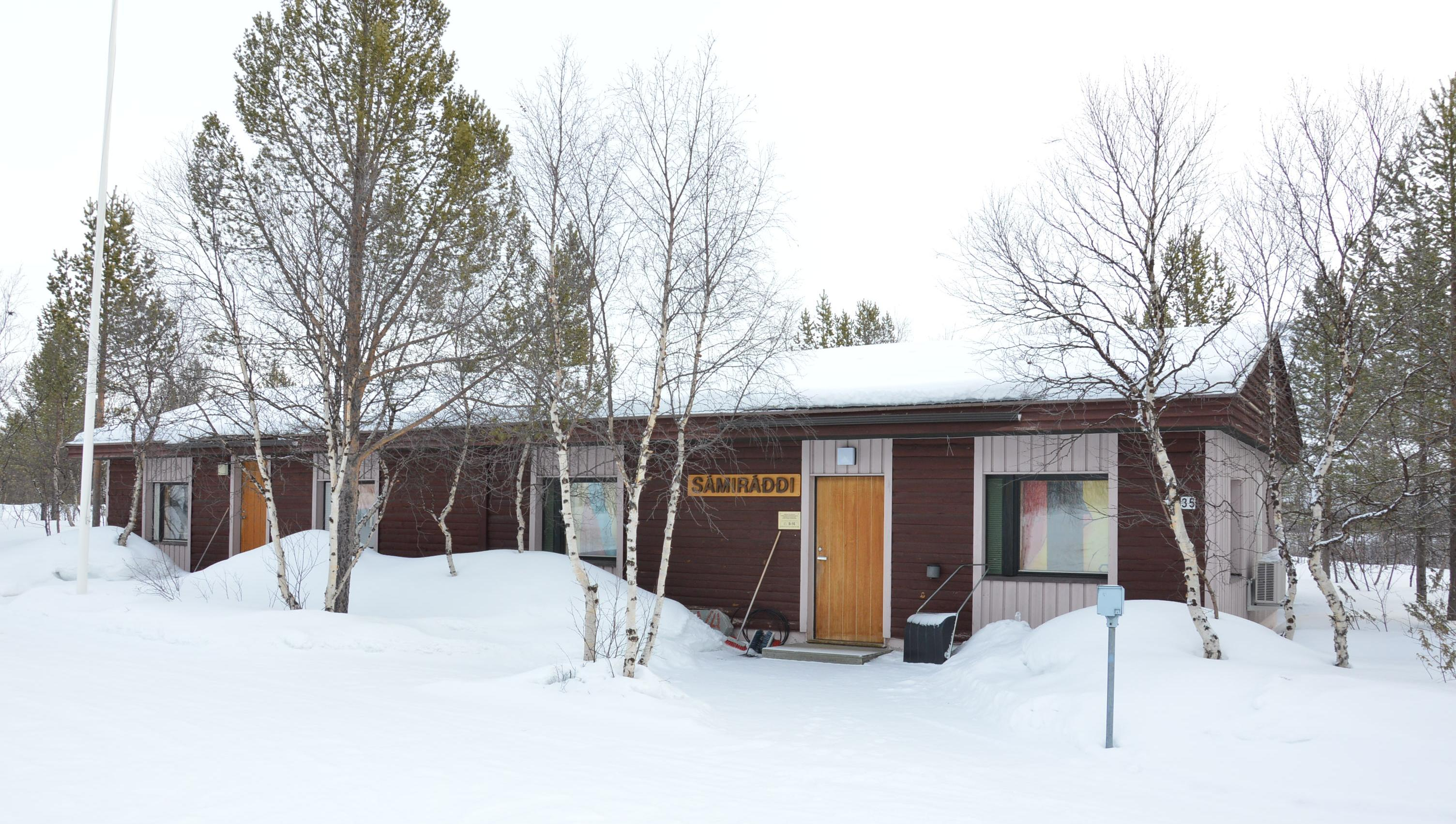
Samerådets huvudkontor i Utsjoki kyrkby

Samerådet (nordsamiska: Sámiráđđi) är en oberoende samisk kulturpolitisk och allmänpolitisk organisation för samer i hela Sápmi.
Rådets syfte är att vara ett samarbetsorgan mellan samiska huvudorganisationer, tillvarata alla samers intresse, att stärka samernas samhörighet över gränserna och arbeta för att samerna också i framtiden erkänns som ett folk, vars kulturella, politiska, ekonomiska och sociala rättigheter säkerställs dels i respektive lands lagstiftning, dels genom avtal mellan staterna och samernas folkrepresentationer.
Rådet grundlades som Nordisk sameråd år 1956, men den första internationella samiska konferensen anordnades redan i augusti-september 1953 i Jokkmokk i Sverige, då en organisationskommitté för att etablera ett nordiskt sameråd utsågs. 
Samerådet har 15 ledamöter, med personliga suppleanter, varav fem från Norge, fyra från Sverige, fyra från Finland och två från Ryssland. Ledamöterna utses av de av rådet anordnade samekonferenserna för en mandatperiod, som sträcker sig till nästkommande konferens, på förslag av medlemsorganisationernas delegationer på konferenserna. Sådana internationella konferenser hålls var tredje-fjärde år.  Samerådets sekretariat finns i Utsjoki i Finland.
Samerådet är en av de sex organisationer för ursprungsbefolkningar som finns representerade i Arktiska rådet.

## Medlemsorganisationer
- Norske Samers Riksforbund / Norgga Sámiid Riikkasearvi
- Norske Reindriftsamers Landsforbund/ Norgga Boazosápmelaččaid Riikkasearvi
- Samenes Folkeforbund / Sámiid Álbmotlihttu
- Svenska Samernas Riksförbund / Sámiid Riikkasearvi
- Riksorganisationen Same Ätnam/ Riikkasearvi Sámi Ätnam
- Renägarförbundet / Boazoeaiggádiid oktavuohta
- Guoládaga Sámi Searvi(no)
- Murmanskka guovllu Sámesearvi(no) / OOSMO
- Samernas Centralorganisation i Finland / Suoma Sámiid Guovddássearvi